# Sebastian Cabot
Sebastian Cabot (født 6. juli 1918 i London, død 22. august 1977 i Canada) var en engelsk skuespiller. Han var kendt som stemmen bag Sir Hector i Sværdet i stenen (1963), Bagheera i Junglebogen (1967) og fortælleren i en række Peter Plys-tegnefilm.